# Некском България
Некском – България ЕАД е исторически български далекосъобщителен оператор, създаден през 1998 г. Компанията е със 100% участие на американската компания Nexcom Telecommunications, LLC, която е една от първите в световен мащаб, развиваща технологията пренос на глас през интернет (VoIP). Некском е първият оператор в България, разработил продукти и услуги, базирани на VoIP технология.
Компанията е лицензирана от Комисията за регулиране на съобщенията за пълен набор от телекомуникационни услуги, сред които:
- лиценз за фиксирана телефония, който дава право на компанията да изгражда, поддържа и използва далекосъобщителна мрежа и да предоставя гласова услуга с национално покритие за 20 години.
- лиценз за достъп до гласова телефонна услуга чрез избор на оператор (селекция)
- лиценз за пренос на данни
- лиценз клас Б за новата безжична технология „от точка към много точки“, който дава право на компанията да развива национална WiMAX мрежа. Тази мрежа служи като алтернативна последна миля за пренос на глас, данни и видео до крайния клиент.

Некском – България разполага със собствена международна и национална мрежа за пренос на данни и глас. Компанията има свои офиси и точки за достъп в 19 града в България и предлага комплексни комуникационни решения: телефония, широколентов достъп до Интернет, изграждане на виртуални частни мрежи (VPN) и др.
През 2005 г. Некском – България спечели първо място в класацията „Най-динамичните ИКТ компании на България“, организирана от вестник InfoWeek.
През 2012 г. лицензът на компанията е отнет заради дългове към държавата